# Llista de models de motocicleta fora d'asfalt Maico
Aquesta és una llista amb els models de motocicleta fora d'asfalt produïts per Maico al llarg de la seva existència, ordenada cronològicament per l'any de llançament del model. La llista aplega tots els models dissenyats per a disciplines esportives (o per al seu ús) fora d'asfalt produïts per Maico i per la seva successora temporal, M-Star.

## Maico

### Identificació
Per tal d'identificar els seus models, Maico feia servir les següents convencions:
- MC – Motocròs
- GP – Gran Premi (1974-1975)
- NG – Nova Generació (1975)
- Magnum – Nou disseny del motor de 1978 (Motocròs 1976-1977)
- Magnum E – Model d'enduro
- M1 – Motor "Mega" de 1980
- Mega 2 – Model de motocròs
- Mega E – Model d'enduro
- SC – Supercross (1984)
- LC – "Liquid Cooled" (refrigeració líquida). No hi hagué cap Maico LC fins que l'empresa esdevingué M–Star.

A banda, Maico feia servir una codificació als seus motors, precedint el número de sèrie, que en donava informació tècnica (especialment, el tipus de transmissió emprat al model). La codificació era la següent:
- T – Transmissió de relació tancada (cilindre quadrat)
- S – Transmissió de relació oberta (cilindre quadrat)
- U – Transmissió de relació tancada (cilindre radial)
- K – Transmissió de relació oberta (cilindre radial)
- M – Transmissió de relació tancada
- R – Models 400 i 440 amb transmissió de relació tancada
- G – Models 400 i 440 amb transmissió de relació oberta
- MT – Contraeix de la transmissió retrocedit dins el motor, prop del pivot del basculant (a la 250 hi va començar el 1978)
- RT – Contraeix de la transmissió retrocedit als models de motocròs de cilindrada superior (400, 440 i 490 cc)
- GT – Contraeix de la transmissió retrocedit als models d'enduro

### Llista de models Maico
| Any  | Model      | Versió         | Núm. Xassís | Id. Motor     | Modalitat |
| ---- | ---------- | -------------- | ----------- | ------------- | --------- |
| 1968 | MC 250     |                | 380.000     | S o T 272.000 | Motocròs  |
| 1968 | MC 360     |                | 380.000     |               | Motocròs  |
| 1969 | MC 250     |                | 380.000     | S o T 273.000 | Motocròs  |
| 1969 | MC 360     |                | 380.000     |               | Motocròs  |
| 1970 | MC 250     |                | 381.000     | S o T 274.000 | Motocròs  |
| 1970 | MC 400     |                | 381.000     | S o T 400.000 | Motocròs  |
| 1971 | MC 250     |                | 382.000     | S o T 275.000 | Motocròs  |
| 1971 | MC 400     |                | 382.000     | S o T 402.000 | Motocròs  |
| 1971 | MC 501     |                | 501.000     | S o T 501.000 | Motocròs  |
| 1972 | MC 250     | Square Barrel  | 387.000     | S o T 276.000 | Motocròs  |
| 1972 | MC 400     | Square Barrel  | 387.000     | S o T 403.000 | Motocròs  |
| 1972 | MC 400     | Radial         | 387.000     | K o U 403.000 | Motocròs  |
| 1973 | MC 250     |                | 390.000     | K o U 275.000 | Motocròs  |
| 1973 | MC 400     |                | 390.000     | K o U 405.000 | Motocròs  |
| 1973 | MC 501     |                | 501.000     | K o U 501.000 | Motocròs  |
| 1974 | MC 250/4   |                | 391.000     | K o U 278.000 | Motocròs  |
| 1974 | MC 400/4   |                | 391.000     | K o U 407.000 | Motocròs  |
| 1974 | MC 440/4   |                | 391.000     | K o U 441.000 | Motocròs  |
| 1974 | MC 250/4   |                | 393.500     | K o U 278.000 | Motocròs  |
| 1974 | MC 400/4   |                | 393.500     | K o U 407.000 | Motocròs  |
| 1974 | MC 440/4   |                | 393.500     | K o U 441.000 | Motocròs  |
| 1975 | MC 250/5   |                | 321.0000    | M 321.0000    | Motocròs  |
| 1975 | MC 400/4   |                | 321.0000    | U 407.000     | Motocròs  |
| 1975 | MC 440/4   |                | 321.0000    | U 441.000     | Motocròs  |
| 1975 | MC 400/5   |                | 323.0000    | R 323.0000    | Motocròs  |
| 1975 | MC 440/5   |                | 324.0000    | R 324.0000    | Motocròs  |
| 1976 | MC 250/5   | AW             | 326.0000    | M 321.0000    | Motocròs  |
| 1976 | MC 400/5   | AW             | 327.0000    | R 323.0000    | Motocròs  |
| 1976 | MC 440/5   | AW             | 328.0000    | R 324.0000    | Motocròs  |
| 1977 | MC 250/5   |                | 330.0000    | M 321.0000    | Motocròs  |
| 1977 | MC 400/5   | AW             | 330.0000    | R 323.0000    | Motocròs  |
| 1977 | MC 440/5   | AW             | 330.0000    | R324.0000     | Motocròs  |
| 1978 | MC 250/T   | Magnum         | 336.0000    | MT 336.0000   | Motocròs  |
| 1978 | MC 400/T T | Magnum         | 337.0000    | RT 337.0000   | Motocròs  |
| 1978 | MC 440/T   | Magnum         | 338.0000    | RT 338.0000   | Motocròs  |
| 1979 | MC 125/T   | Magnum 2       | 340.000     | 340.000/83    | Motocròs  |
| 1979 | MC 250/T   | Magnum 2       | 341.0000    | MT 336.0000   | Motocròs  |
| 1979 | MC 400/T   | Magnum 2       | 341.0000    | RT 337.0000   | Motocròs  |
| 1979 | MC 440/T   | Magnum 2       | 341.0000    | RT 338.0000   | Motocròs  |
| 1979 | GS 250     | Magnum E       | 241.0000    | GT 236.0000   | Enduro    |
| 1979 | GS 400     | Magnum E       | 242.0000    | GT 237.0000   | Enduro    |
| 1979 | GS 440     | Magnum E       | 243.0000    | GT 238.0000   | Enduro    |
| 1980 | MC 250/T   | Mega           | 346.0000    | MT 346.0000   | Motocròs  |
| 1980 | MC 400/T   | Mega           | 347.0000    | RT 347.0000   | Motocròs  |
| 1980 | MC 440/T   | Mega           | 348.0000    | RT 348.0000   | Motocròs  |
| 1981 | MC 250/T   | Mega 2         | 350.0000    | MT 350.0000   | Motocròs  |
| 1981 | MC 400/T   | Mega 2         | 351.0000    | RT 351.0000   | Motocròs  |
| 1981 | MC 490/T   | Mega 2         | 351.0000    | RT 352.0000   | Motocròs  |
| 1981 | MC 440/T   | Mega 2         | 348.0000    | RT 348.0000   | Motocròs  |
| 1982 | MC 250/T   | Alpha 1        | 353.0000    | MT 353.0000   | Motocròs  |
| 1982 | MC 490/T   | Alpha 1        | 354.0000    | RT 354.0000   | Motocròs  |
| 1982 | GS 250     | Alpha E        | 253.0000    | GT 253.0000   | Enduro    |
| 1982 | GS 490     | Alpha E        | 254.0000    | GT 254.0000   | Enduro    |
| 1983 | MC 250     | Spider         | 361.0000    | C 361.0000    | Motocròs  |
| 1983 | MC 490     | Spider 4s      | 362.0000    | FK 362.0000   | Motocròs  |
| 1983 | MC 490     | Sand Spider 5s | 362.0000    | D 362.0000    | Motocròs  |

Notes
1. ↑  Cilindre quadrat
2. ↑  Cilindre radial
3. 1 2 3  Les numeracions al voltant del 393.500 corresponen a models de GP, anomenats també 1974.5
4. 1 2  1975.5
5. ↑  4s: Canvi de 4 velocitats
6. ↑  5s: Canvi de 5 velocitats

## M-Star
Tot just després del llançament del model de 1983, Maico va fer fallida i es va produir un canvi en el nom i en la propietat de l'empresa, la qual es conegué des d'aleshores com a M-Star. La nova empresa, que mai no va tenir èxit comercial, va produir manuals per als models de 1985 i 1986. Per a les primeres M-Star de 1984, l'únic manual que se subministrava era el de la Spider de 1983. Com que, per qüestions legals, s'hi havia d'eliminar tota referència al nom "Maico", se'n va fer servir una versió amb parts tapades en negre. Fins i tot les plaques porta-números laterals i frontals de la moto duien els adhesius amb el nom de la marca coberts.

### Identificació
La millor manera d'esbrinar l'any d'un model de M-Star és per mitjà dels frens:
- 1984: Frens de tambor al davant i al darrere
- 1985: Frens de disc al davant i de tambor al darrere
- 1986: Frens de disc al davant i al darrere

### Llista de models M-Star
| Any  | Model        | Versió               | Núm. Xassís   | Id. Motor   | Modalitat |
| ---- | ------------ | -------------------- | ------------- | ----------- | --------- |
| 1984 | 250 M Star E | Air Cooled           | HME 361.0000  | E 361.0000  | Motocròs  |
| 1984 | 250 M Star   | Water Cooled         | HMX 363.0000  | E 363.0000  | Motocròs  |
| 1984 | 500 M Star   | Air Cooled           | HMX 364.0000  | E 364.0000  | Motocròs  |
| 1985 | 250 GM Star  | Water Cooled         | HMX 365.0000  | H 365.0000  | Motocròs  |
| 1985 | 500 GM Star  | Water Cooled         | HMX 366.0000  | H 366.0000  | Motocròs  |
| 1985 | 250 GM Star  | Air Cooled           | HMX 365.0000  | 265.0000    | Motocròs  |
| 1985 | 500 GM Star  | Air Cooled           | HMX 366.0000  | 266.0000    | Motocròs  |
| 1986 | 250 GM Star  | Water Cooled         | HMX 367.0000  | 367.0000    | Motocròs  |
| 1986 | 500 GM Star  | Water cooled         | HMX 368.0000  | 368.0000    | Motocròs  |
| 1986 | 250 GM Star  | Enduro               | HME 267.0000  | 267.0000    | Enduro    |
| 1986 | 500 GM Star  | Enduro               | HME 268.0000  | 268.0000    | Enduro    |
| 1986 | 500 GM Star  | Air Cooled Scrambler | HMXL 468.0000 | HE 468.0000 | Motocròs  |

Notes
1. ↑  Refrigerat per aire
2. ↑  Refrigerat per aigua

## Resum per model
Tot seguit es llisten els diferents models produïts, tant per Maico com per M-Star, ordenats alfabèticament.
| Model        | Versions | Primera versió | Darrera versió | Imatge                         |
| ------------ | -------- | -------------- | -------------- | ------------------------------ |
| 250 GM Star  | 4        | 1985           | 1986           |                                |
| 250 M Star   | 1        | 1984           | 1984           |                                |
| 250 M Star E | 1        | 1984           | 1984           |                                |
| 500 GM Star  | 5        | 1985           | 1986           |                                |
| 500 M Star   | 1        | 1984           | 1984           |                                |
| GS 250       | 2        | 1979           | 1982           |                                |
| GS 400       | 1        | 1979           | 1979           |                                |
| GS 440       | 1        | 1979           | 1979           |                                |
| GS 490       | 1        | 1982           | 1982           |                                |
| MC 125/T     | 1        | 1979           | 1979           |                                |
| MC 250       | 7        | 1968           | 1983           |                                |
| MC 250/4     | 2        | 1974           | 1974           |                                |
| MC 250/5     | 3        | 1975           | 1977           | Maico MC 250/5 de 1975         |
| MC 250/T     | 5        | 1978           | 1982           |                                |
| MC 360       | 2        | 1968           | 1969           |                                |
| MC 400       | 5        | 1970           | 1973           | Maico MC 400 Radial (1972)     |
| MC 400/4     | 4        | 1974           | 1975           | Maico MC 400/4 (1974.5 GP)     |
| MC 400/5     | 2        | 1976           | 1977           |                                |
| MC 400/T T   | 1        | 1978           | 1978           | Maico MC 400/T T Magnum (1978) |
| MC 400/T     | 3        | 1979           | 1981           | Maico MC 400/T Magnum 2 (1979) |
| MC 440/4     | 3        | 1974           | 1975           |                                |
| MC 440/5     | 3        | 1975           | 1977           |                                |
| MC 440/T     | 4        | 1978           | 1981           |                                |
| MC 490/T     | 2        | 1981           | 1982           | Maico MC 490/T Mega 2 (1981)   |
| MC 490       | 2        | 1983           | 1983           |                                |
| MC 501       | 2        | 1971           | 1973           | Maico MC 501 (1973)            |